# Savignac-les-Ormeaux
 Savignac-les-Ormeaux  es una población y comuna francesa, en la región de Occitania, departamento de Ariège, en el distrito de Foix y cantón de Ax-les-Thermes.

## Demografía
| 297 | 255 | 292 | 276 | 372 | 399 |
| Para los censos de 1962 a 1999 la población legal corresponde a la población sin duplicidades (Fuente: INSEE [Consultar]) |     |     |     |     |     |